# Meckenbach, Birkenfeld
Meckenbach là một đô thị thuộc huyện Birkenfeld, bang Rheinland-Pfalz, Đức. Đô thị này có diện tích 3,78 km².